# Lineu Gomes
Lineu Gomes foi um aeronauta e empresário brasileiro, fundador e presidente da Real Transportes Aéreos.
Piloto experiente, ex-piloto da Taca, iniciou sua primeira empresa em 1945, com Vicente Mammana Neto, que tentara sem sucesso criar a Cia. Santista de Aviação e  Claudio Holck (que mais tarde fundaria a VOTEC), fundando a Redes Estaduais Aéreas Ltda, criada em São Paulo. A empresa teve vida curta, sendo em dezembro de 1946 extinta. Em 1947 foi substituída pela Real Transportes Aéreos, fundada junto com Sebastião Pais de Almeida cuja presidência ocupou durante cinco anos.
Em 1954 comprou 87% das ações da Aerovias Brasil, com o que a Real Transportes Aéreos ganhou o prestígio, experiência e influência que lhe faltava. Com a aquisição posterior de Transportes Aéreos Nacional em 1956 foi formado um consórcio que tomou o nome de Consórcio Real-Aerovias-Nacional, capaz de voar em todo o território brasileiro e com os destinos internacionais anteriormente servidos pela  Aerovias Brasil, com Lineu Gomes como presidente. Nessa época, o Consórcio dominava o tráfego de passageiros no triângulo São Paulo , Rio de Janeiro , Belo Horizonte , o centro econômico do país. 
Em novembro de 1957 quando adquiriu 50% das ações da Sadia Transportes Aéreos, sua empresa ocupava o sétimo lugar no mundo pelo número de aeronaves e o oitavo em aproveitamento dos assentos oferecidos, detendo 30% do tráfego aéreo nacional. Com problemas financeiros, am agosto de 1961 a Real foi vendida para Varig. Nessa mesma ocasião Lineu revendeu os 50% da Sadia de volta para Omar Fontana.